# Approche chronobiologique des troubles bipolaires
La chronobiologie est une des approches modernes de modélisation des troubles bipolaires et sert à l’établissement de voies de traitements expérimentales. Cette approche cherche à établir un lien entre les rythmes circadiens, l’horloge moléculaire et les troubles bipolaires. Bien que plusieurs recherches indiquent une forte corrélation entre ces différents éléments, l’approche est encore considérée hypothétique.

## Les rythmes circadiens des troubles bipolaires
Une variété de systèmes sont affectés et déréglés chez les personnes souffrant de troubles bipolaires. Tout d’abord, la température corporelle diffère entre les différentes phases de la maladie, ainsi qu’avec la population générale. En effet, les études démontrent une période circadienne plus courte, une plus grande amplitude et des taux similaires d’avance et de délai de phase dans la phase maniaque que chez les personnes saines et que dans la phase euthymique. Dans la phase dépressive, la température corporelle est caractérisée par une avance de phase, une plus petite amplitude, une augmentation de la température nocturne et une diminution dans les dernières heures matinales alors que les personnes saines démontrent une augmentation diurne et une diminution durant la nuit,.
L’axe hypothalamo-hypophyso-surrénalien et la sécrétion de cortisol sont aussi dysfonctionnels dans les troubles bipolaires. Chez les personnes souffrant de troubles bipolaires, peu importe la phase, on peut constater une sécrétion de cortisol beaucoup plus élevée que chez les personnes saines. Aussi, l’historique de la maladie semble affecter la sécrétion de cortisol en euthymie, puisque les patients ayant eu plusieurs épisodes semblent avoir un taux plus élevé, une réactivité du cortisol à des événements négatifs quotidiens plus faible et des pentes diurnes moins prononcées que les patients ayant subi moins d’épisodes.
Aussi, la sécrétion de la mélatonine est grandement irrégulière en comparaison avec la population générale. En ce qui concerne le profil des phases, un délai dans l’apogée et un taux plus faible caractérisent l’euthymie et la dépression, alors qu’une avance de phase durant la nuit et une augmentation de son taux sont observés dans les phases maniaques,. Or, la concentration de mélatonine dans le sérum est plus faible chez les personnes atteintes de troubles bipolaires que chez les personnes saines,.  Ainsi, un trait marqueur des troubles bipolaires est une réduction de la production de mélatonine dans toutes les phases de la maladie. Un autre phénomène observé quant à la mélatonine est la sensibilité accrue de la suppression de mélatonine à la lumière. Effectivement, les études démontrent une diminution dans la concentration de mélatonine après une exposition à la lumière chez les patients bipolaires, en comparaison avec les patients souffrant d’autres maladies affectives et les personnes saines,.
Finalement, les troubles bipolaires affectent la sécrétion de la prolactine, de la thyréostimuline, des hormones de croissance ainsi que certains métabolites urinaires,. Durant la phase dépressive, le cycle de la prolactine révèle une avance de phase et une diminution de son amplitude. Toutefois, une augmentation des taux de prolactine est présente dans les semaines précédant une manie.

## Cycle éveil-sommeil des troubles bipolaires
Le consensus de travaux sur le sujet indique que l’irrégularité du cycle éveil-sommeil est étroitement lié aux troubles bipolaires. De plus, ce symptôme est parmi les premiers à apparaître et peut servir à prédire le développement de troubles bipolaires chez un patient. La perturbation du cycle éveil-sommeil normal aurait un impact sur la régulation hormonale et émotionnelle de la personne et expliquerait le lien entre le rythme circadien et les troubles bipolaires. Il a été démontré que les patients atteints de troubles bipolaires subissent souvent de l’hypersomnie, impliquant un sommeil nocturne excessif et des siestes fréquentes durant le jour, de l'insomnie et  un réveil avancé durant la phase dépressive. De plus, la phase maniaque est caractérisée par de l'insomnie sévère et une réduction du besoin de dormir et une augmentation des niveaux d'énergie. Des études indiquent que ce dérèglement du cycle réveil-sommeil a un effet rétroactif sur les troubles bipolaires en maintenant et en accentuant les perturbations au niveau des sécrétions hormonales ce qui amplifie les troubles de sommeil et de régulation de l’humeur chez un patient atteint de troubles bipolaires.

## Les gènes de l'horloge des troubles bipolaires
La découverte de l’altération des rythmes circadiens, des variations de l’humeur durant la journée et la cyclicité des phases d’humeur et de sommeil ont mené à croire qu’une dysfonction au niveau des gènes était possible chez les personnes souffrant de troubles bipolaires. Un des gènes les plus étudiés chez les personnes bipolaires est le gène Clock qui présente un polymorphisme mononucléotidique, où un nucléotide cytosine remplace celui d’une thymine,,,. Celui-ci est associé avec le chronotype de soirée, un délai de l’induction du sommeil, une réduction de nombre d’heures de sommeil et des taux de récurrence d’épisodes bipolaires et d’insomnie plus élevés. Aussi, le gène Bmal1 semble atténué le cycle éveil/sommeil, augmenté la fragmentation du sommeil, la quantité de sommeil et renforce les ondes delta dans l’électroencéphalogramme. En ce qui concerne les gènes period, des mutations dans per3 influencent l’âge à laquelle la maladie apparaît, la réponse aux traitements, les fluctuations circadiennes de l’humeur et du tempérament, alors que per2 serait relié à l’effet thérapeutique du lithium. Des polymorphismes dans ces gènes seraient aussi liés au chronotype , et au cycle d’éveil/sommeil,,. Plusieurs autres gènes ont aussi été associés aux troubles bipolaires comme les cryptochromes (CRY1 et 3),,, TIM et les kinases GSK3β, ,Rev-Erbα et RORA,. 

## Traitements pharmaceutiques et chronothérapies
Les traitements possibles que suggèrent les différentes études chronobiologiques des troubles bipolaires ciblent tous les composantes du rythme circadien chez le patient. Par exemple, la surpression forcée du sommeil dont l’efficacité a été démontrée chez les patients atteints de dépression unipolaire a également eu des effets positifs sur les patients atteints de dépression bipolaire. Les réponses observées à ce traitement ont été équivalentes ou mieux comparativement aux études concernant la dépression unipolaire à ce sujet, mais ce traitement est également associé à un risque de transition à la phase maniaque de la dépression. Cependant, il a été démontré que la combinaison entre ce traitement avec la médication et les interventions circadiennes de la photothérapie et l'avance de phase du sommeil peut maintenir les effets. 
Plusieurs médicaments servant à traiter les différents troubles de l’humeur ont pour cible le rythme circadien. Certains antidépresseurs ont pour effet une avancée de phase du rythme circadien et affectent l’expression des gènes CLOCK et BMAL1. Les sels de lithium utilisés pour réguler l’humeur chez les patients atteints de troubles bipolaires ont un effet observable au niveau des protéines PER2 et GSK3β, deux composantes de l’horloge moléculaire des mammifères. Aussi, l'acide valproïque a été prouvée pour modifier la phase et augmenter l'amplitude des rythmes de l'expression des gènes de l'horloge dans les noyaux suprachiasmatiques et dans les fibroblastes, mais a des effets moins consistants sur la période que les sels de lithium. 
La recherche de méthodes alternatives de traitement des troubles bipolaires a mené à un domaine thérapeutique nommé «chronothérapie» qui consiste à manipuler les rythmes physiologiques à l’aide d’exposition contrôlé à des stimuli tel que la lumière et le cycle sommeil-réveil . L'exposition à la lumière le matin s'avère très efficace pour le traitement de la dépression , alors que l'exposition à la noirceur totale semble réduire les symptômes des épisodes maniaques aussi rapidement que la médication. Le consensus scientifique est que plus d’études sont requises afin de perfectionner l’approche chronobiologique et confirmer son rôle dans les troubles bipolaires.